# Rescue at Rigel
Rescue at Rigel est un jeu vidéo de rôle créé par Jon Freeman et publié par Automated Simulations à partir de 1980 sur Apple II, Atari 8-bit, Commodore PET, IBM PC, TRS-80 et VIC-20,. Le jeu se déroule dans un univers de science-fiction dans lequel le joueur incarne l’agent Sudden Smith dont l’objectif est de délivrer, en moins de soixante minutes, dix humains retenus prisonniers par des aliens dans une base spatial composées de soixante pièces, réparties sur six étages. À sa sortie, le jeu est plutôt bien accueilli par le journaliste Jerry Pournelle du magazine Byte qui explique qu’il fait partie des jeux publiés par Epyx que ses enfants apprécient.